# Supercopa de Bielorrusia 2021
La Supercopa de Bielorrusia 2021 fue la 12.ª edición de la Supercopa de Bielorrusia. El torneo fue disputado a partido único el 2 de marzo de 2021.

## Participantes
|  |  | Shakhtyor Soligorsk |  | Campeón de la Liga Premier de Bielorrusia (2020) |
|  |  | BATE Borísov        |  | Campeón de la Copa de Bielorrusia (2019-20)      |

## Partido
| 2 de marzo de 2021 | Shakhtyor Soligorsk                                                                                   | 0:0 (5:4 p.)               | BATE Borísov | Estadio Torpedo, Minsk |  |
| 19:00 (UTC+3)      | | Reporte                    | |                        |  |
|                    | | Tiros desde el punto penal | |                        |  |
|                    | Yury Kendysh · Roman Debelko · Aleksandr Sachivko · Egor Filipenko · Igor Stasevich · Aleksandr Gutor |                            | Nikolai Signevich · Willum Þór Willumsson · Maksim Skavysh · Shakhboz Umarov · Maksim Volodko · Yevgeniy Yablonskiy |                        |  |

| Campeón Supercopa 2021 |
| ---------------------- |
|                        |
| Shakhtyor Soligorsk    |
| 1.er título            |